# Frédéric-Henri Walther

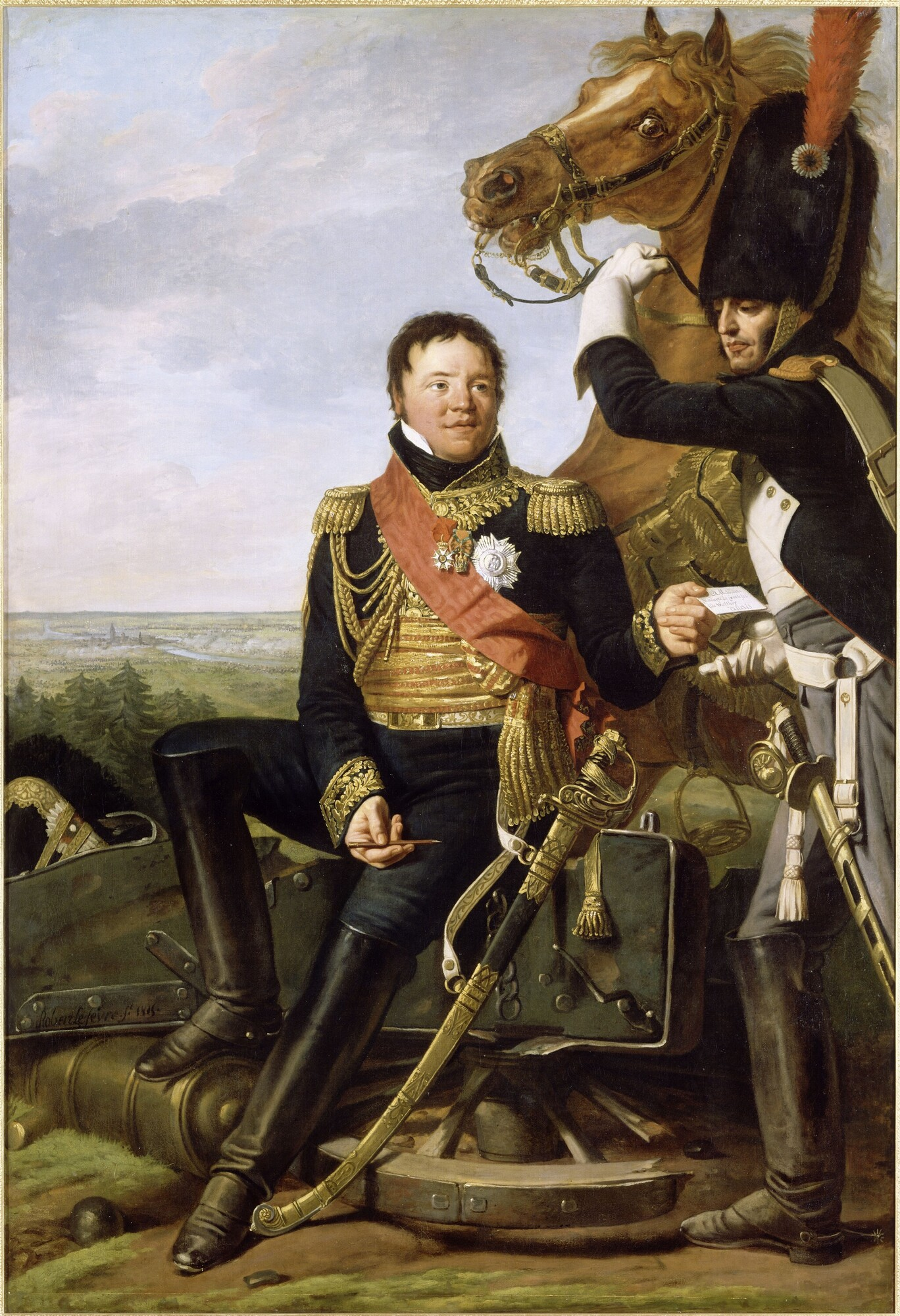
Général Walther

Frédéric-Henri Walther, französisch Frédéric Henri Walther geschrieben, (* 20. Juni 1761 in Obenheim; † 24. November 1813 in Cusel) war ein französischer Général de division der Kavallerie.

## Leben
Walther war der Sohn des protestantischen Pastors Georges Henri Walther und dessen Ehefrau Marie Elisabeth Chatel. Die Naturwissenschaftler Frédéric und Georges Cuvier waren seine Cousins.
1781 meldete sich Walther freiwillig zur Armee und konnte sich dort bald auszeichnen; am 22. September 1789 wurde er zum Sous-lieutenant und am 10. Mai 1792 zum Lieutenant befördert. Am 1. Oktober 1792 erfolgte die Beförderung zum Capitaine. Unter Befehl von General André Masséna kämpfte er in der Schlacht bei Neerwinden (18. März 1793) mit der Beförderung zum Chef d’escadron am 1. Mai 1793. Weitere Beförderungen erfolgten am 27. September 1793 zum Chef de brigade, und zum Général de brigade am 22. Oktober 1793. Einsätze im Gefecht bei Winterthur (27. Mai 1799) und in der ersten (4./7. Juni 1799) und zweiten Schlacht von Zürich (25./26. September 1799).
Walther führte ein eigenes Kommando unter Maréchal Michel Ney in der Schlacht bei Ostrach (21. März 1799), Schlacht bei Stockach (25. März 1799) und Schlacht bei Meßkirch (5. Mai 1800).
Am 29. August 1802 zum Général de division befördert, nahm Walther an den Kämpfen in der Schlacht bei Ulm (16./19. Oktober 1805) und der Schlacht bei Austerlitz (2. Dezember 1805) teil und wurde in beiden Schlachten schwer verwundet. Nach seiner Genesung wurde er auch zum Kammerherrn Napoleons ernannt.
In der Schlacht bei Preußisch Eylau (7./8. 1807) führte Walther unter Marschall Joachim Murat ein eigenes Kommando. Nach weiteren Belobigungen übernahm Walther unter Marschall Jean-Baptiste Bessières das Kommando über das Regiment der Grenadiers à cheval de la Garde impériale und kämpfte u. a. bei Wagram (5./6. Juli 1809). Auch in der Schlacht bei Großgörschen (2. Mai 1813), der Schlacht bei Dresden (26./27. August 1813) und Teplice (17. September 1813) konnte sich Walther ebenfalls auszeichnen. Dasselbe gilt für die Völkerschlacht bei Leipzig (16./19. Oktober 1813) und die Schlacht bei Hanau (30./31. Oktober 1813). In diesen Jahren war Walther parallel zu seinen eigentlichen Aufgaben im Stab auch für die Ehrengarde (Kavallerie) Napoleons verantwortlich.
Walther erlitt Ende November 1813 bei Cusel einen Zusammenbruch. Bei der Todesursache sprechen einige Quellen von Erschöpfung (bedingt durch die Spätfolgen seiner Verwundungen), andere nennen Typhus als Ursache. Walther starb im Alter von 52 Jahren am 24. November 1813 in Cusel. Eine Abordnung der Garde impériale brachte seinen Leichnam erst in die Kathedrale von Metz und später zurück nach Paris. Er fand seine letzte Ruhestätte auf dem Cimetière du Père-Lachaise (8. Division). Später wurde sein Leichnam umgebettet und liegt nun im Pantheon; sein Herz blieb in seinem Grab auf dem Père Lachaise.
Walther heiratete am 12. April 1802 Salome-Louise Coulman (* 1782) und hatte mit ihr zwei Töchter.

## Ehrungen
- Commandeur der Ehrenlegion
- 1806 Großkreuz der Ehrenlegion
- 1806 Comte de l’Émpire
- 1806 Ordre de la couronne de fer
- Sein Name findet sich am östlichen Pfeiler (16. Spalte) des Triumphbogen am Place Charles-de-Gaulle (Paris).
- In Obenheim (Place du Général de Gaulle) wurde ihm zu Ehren ein Denkmal errichtet.